# Novgorod (1871)
El Novgorod fue un cañonero fluvial de la Armada Imperial Rusa. Fue uno de los barcos más extraños construidos en la historia de la navegación militar y aún se lo conoce en la memoria naval como «el barco más feo jamás construido».

## Historial

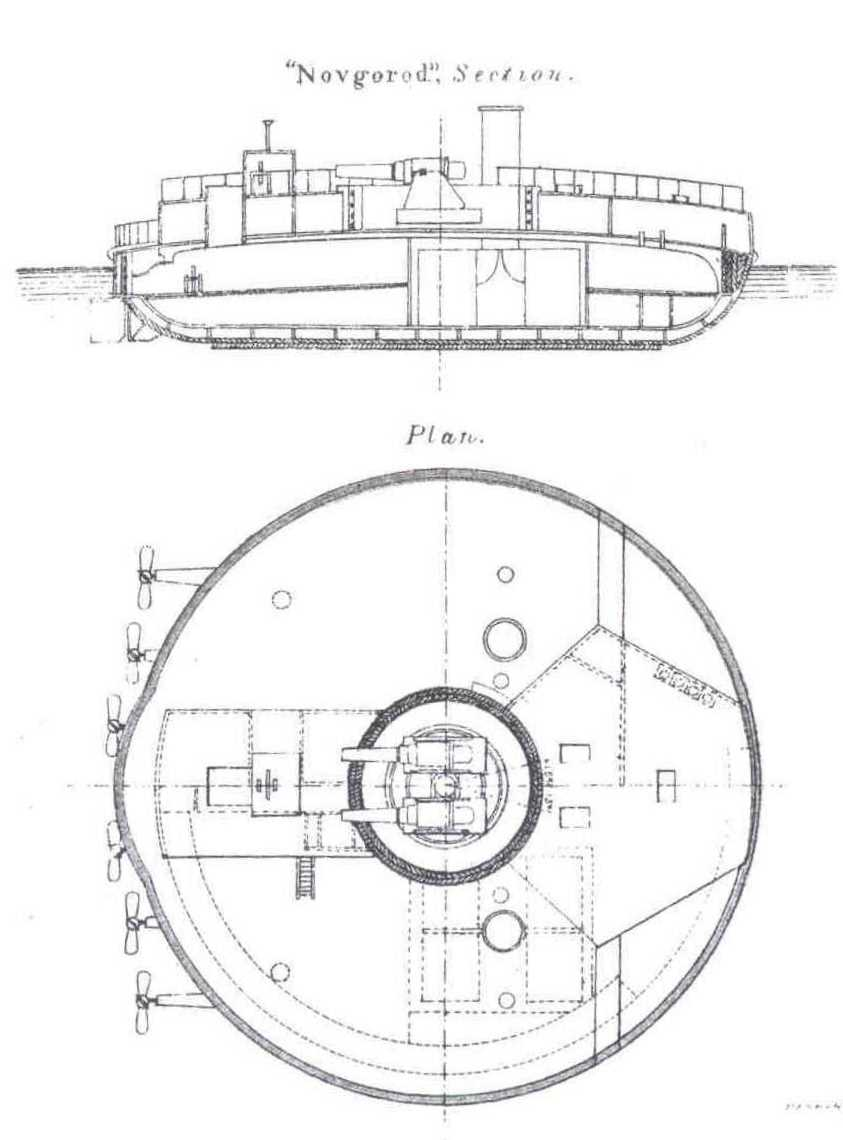
Planta y sección del Novgorod

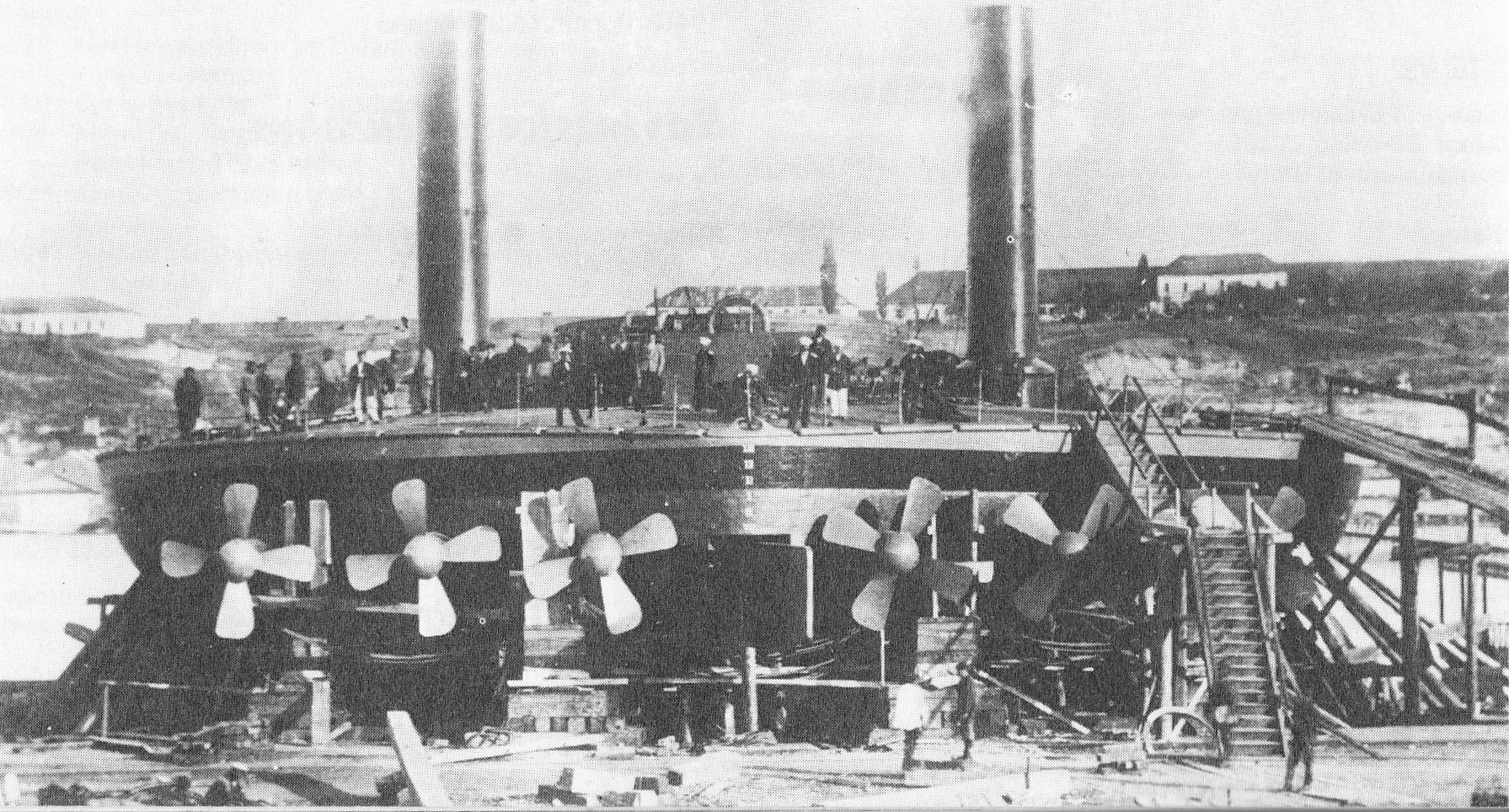
Vista del Popov, gemelo del Novgorod, en seco, donde se aprecian sus 6 hélices

Botado el 21 de mayo de 1873, el acorazado Almirante Novgorod fue diseñado por el almirante Andrey Alexandrovich Popov, con el propósito de crear una plataforma armada y acorazada estable, con un par de cañones pesados, que pudiese operar en aguas costeras. En teoría, la ventaja de un casco circular era que una pequeña nave podría llevar el mismo armamento que otra mayor de una forma más ordinaria. Su peso máximo era de 2 671 t. El armamento principal del Almirante Novgorod eran dos cañones de 11 pulgadas y 26 t, montados sobre sendos afustes giratorios independientes. El barco montaba un total de seis motores a vapor, que funcionaban cada uno para un eje propulsor. La caldera y la sala de máquinas ocupaban la mitad del espacio interior. Las calderas estaban situadas en dos compartimentos separados, uno para cada chimenea. Solía llevar en cubierta cuatro botes salvavidas a vapor.
Pero el Almirante Novgorod y su gemelo, el Contralmirante Popov,(apodado despectivamente Popovka) probaron su mal diseño en acción. En sus pruebas en el río Dniéper, ambos fueron atrapados por la corriente, girando en círculos sin poder evitarlo y fueron lanzados al mar. Las tripulaciones nada pudieron hacer para controlarlos y los buques parecían haber sido atrapados por un remolino permanente. Ya en el uso cotidiano, cabeceaban y se tambaleaban de forma excesiva incluso en aguas moderadas. Eran lentos (7 nudos), de pobre maniobrabilidad, y vulnerables a hundirse por fuego. Sin embargo, lo peor era que el retroceso de los cañones imprimía un movimiento de rotación en la nave. En combate, debían usar el único timón como freno al abrir fuego, lo que funcionaba a duras penas. Esto limitaba enormemente la precisión y la cadencia de disparo de los cañones. La revolucionaria idea del almirante Popov de crear un barco circular resultó ser una barcaza ingobernable y un auténtico fracaso.
Con una dotación de 150 hombres, ambas embarcaciones sirvieron en la flotilla del Danubio durante la guerra ruso-turca. Después fueron destinadas a la defensa costera en 1892, y relegadas a la reserva el 4 de julio de 1903. Durante algunos años fueron utilizadas como atracción turística hasta que finalmente fueron desguazadas en 1912.